# Куфура (Трапани)
Куфура је насеље у Италији у округу Трапани, региону Сицилија.
Према процени из 2011. у насељу је живело 27 становника. Насеље се налази на надморској висини од 238 м.